# 産後ケア施設
産後ケア施設（さんごケアしせつ）とは、出産後の母親が産褥期に身体的機能の回復や心理面でのケアを受ける施設である。
厚生労働省子ども家庭局母子保健課によると、「産後の初期段階における母子に対する支援を強化し、妊娠期から子育て期にわたる切れ目のない支援体制を整備することを目的とする」としている。

## 概要
出産後の母子に対して心身のケアや育児のサポート等産後も安心して子育てができる支援体制を確保する事を目的として平成27年度より産後ケア事業を行っている。
令和2年度で市町村の実施率は66.5%であり、令和6年度末までの全国展開を目指している。
母子保健法の一部改正により、令和3年度4月から市町村における事業実施が努力義務化するとともに、「出産直後から4ヶ月頃までの時期」から「出産後1年を経過しない女子、乳児」へ対象期間が延伸された。
令和4年度までは対象者となるのは出産後1年以内の母子であって、産後に心身の不調又は育児不安等がある者、その他特に支援が必要と認められる者であった。しかし、令和5年度から「産後ケアを必要とする者」に条件が緩和された。

### 内容
- 利用は原則7日以内
- 母親への心身ケア
- 母親の健康管理や産後の生活のアドバイス、乳房のケアやトラブルについての相談、授乳方法の指導
- 育児のサポート
- 沐浴や乳児のスキンケアなどの育児技術の指導、発育及び発達に関する事
- 本事業は託児、保育、家事のサービスではない[4]

## 歴史
- 産後ケア施設の誕生

　産後ケア事業は、平成26年に妊娠・出産包括支援モデル事業として始まり、平成27年度に補助事業として本格実施され、平成２９年度にケアガイドラインが策定された。産後ケア事業が始まった背景の一つには、核家族化、少子化などをはじめ、育児をする環境が昔ほど整っていないことが挙げられる。
- 産後ケア施設の誕生～現在

　令和元年の臨時国会において母子保健法の一部を改正する法律が成立し、産後ケア事業が法制化された。この改正母子保健法においては、産後ケア事業の具体的な要件に加え、市町村は事業実施に努めることとする規定が盛り込まれることとなった。

## 日本の現状
産後ケア施設を利用できる対象者は、「家族等から十分な家事及び育児など援助が受けられない褥婦及び産婦並びにその新生児及び乳児」とされている。また、産後ケア施設の利用には事前申請が必要な場合がほとんどである。そのほか、医療施設から地域にもどったときに、妊娠・出産・産後の継続的なケアが不足していて、支援ニーズに対応した相談する場所、サポートしてくれる人を見つけにくい現状がある。

## 海外の取り組み
- 韓国

Yahoo!ニュースによると、「韓国では、産後の一定期間の養生を重要視する文化が伝統的にあり、もともとは実母や義母がサポートを行っていました。
しかしながら、核家族の増加に伴い、1997年頃から「産後調理院」と呼ばれる産後ケアを行う施設が開院され、2018年時点では584施設が運営されています。主に民間施設であり、病院を産後2〜3日で退院後すぐに入所し、平均2週間程度滞在します。2021年には「産後ケアセンター」というドラマの舞台にもなり、多くの韓国人女性が産後ケアを利用しているようです。」とされている
- フランス

　フランスでは、産後１０回のペリネケアが社会保険でカバーされている。つまりすべての産後女性がペリネケアを受けることができ、当たり前の文化となっている。また、痛みが強い場合や骨盤臓器脱など１０回終わった後もケアが必要だと判断され、処方箋が出れば保険内でカバーされ自己負担なくケアを継続できる。